# Leopoldo de Bulhões (político)
José Leopoldo de Bulhões Jardim (Cidade de Goiás, 28 de setembro de 1856 — Petrópolis, 15 de dezembro de 1928) foi um político e financista brasileiro. Foi advogado formado na Faculdade de Direito de São Paulo.

## Biografia
Leopoldo de Bulhões nasceu em Goiás, a capital estadual, no dia 28 de setembro de 1856, seu avô foi José Rodrigues Jardim senador e presidente daquela província. Estudou direito na Faculdade do Largo de São Francisco, bacharelando-se. 

## Carreira política
Participou ativamente da política durante o Segundo Reinado, tendo se filiado em 1880, ao Partido Liberal. Tornou-se republicano e pró-federalismo, se tornando deputado geral; fundou ao lado de Joaquim Xavier Guimarães Natal fundou o Partido Republicano de Goiás. Com a Proclamação da República do Brasil, voltou a ser deputado da Constituinte de 1891, sempre se opondo às políticas de Rui Barbosa.
Organizou estudos sobre a reestruturação do Banco da República em conjunto à uma comissão. Foi eleito presidente estadual em 1892, porém preferiu continuar o exercício no Legislativo. Embora apoiasse Prudente de Morais, defendeu os revoltosos da Revolução Federalista, por vias de seus discursos. Assumiu uma vaga no Senado Federal do Brasil, por Goiás, exercendo a liderança do Governo na Casa e atingindo o apogeu de sua influência política no estado. Exerceu o mandato de senador pelo seu estado natal de 1894 a 1902, Foi por duas vezes, Ministro da Fazenda e também diretor do Banco do Brasil.

### Eleições de 1905 e 1906
Apoiou Urbano Coelho de Gouveia e José Xavier de Almeida, porém o último começou cada vez mais a se afastar dos Bulhões e seu grupo, o que fez Leopoldo conspirar na capital. Em 1904, ocorre as eleições legislativas que elegem a maioria dos grupos situacionistas. Tal fato foi importante pois, esses grupos iriam se aliar ao grupo de Leopoldo de Bulhões, em especial a família Caiado, encabeçada por Totó Caiado.
Em 2 de março de 1905, ocorre o pleito eleitoral, vencendo o candidato apoiado por Xavier de Almeida, Miguel da Rocha Lima. O grupo de Bulhões, que foi derrotado por Brás Abrantes na disputa senatorial em 1906, homologou a vitória de seu candidato, José Joaquim de Sousa, criando uma duplicidade na presidência, uma crise de dois presidentes. A crise que se sucedeu foi sanada em 1906, quando enfim o deputado federal mineiro Estevão Lobo Leite Pereira, ao chefiar a Relatoria da Comissão Julgadora do Congresso Nacional, declarou a vitória à Miguel da Rocha Lima. A questão levaria à uma rechaça futura dos grupos de Oposição, a Revolução de 1909.

### Revolução de 1909
A conspiração tomou força em março de 1909, quando pela segunda vez vencia um candidato xavierista, Hermenegildo Lopes de Morais. Leopoldo, une forças com a oposição ao lado do deputado federal, Antônio Ramos Caiado, também oligarca, depondo Miguel da Rocha Lima, desestabilizaram o governo de Francisco Bertoldo de Sousa e seu vice, acabando por nomear um presidente, Urbano de Gouveia. Tudo isso, dava-se à sustentação politica do governo federal.
O Partido Democrata nomeou Urbano Coelho de Gouveia para reassumir o governo. Os Bulhões e os Caiado retornam ao poder, porém em 1912, o presidente da República, Hermes da Fonseca intervém no estado, mas, remove apenas Leopoldo, que perdeu totalmente sua influência política local. Totó Caiado e sua estrutura de influência política foram mantidas, o que justifica o fato deste ter ascendido à presidência do PD.

### Política das Salvações e ostracismo político
Com as Política das Salvações, liderada pelo presidente do Brasil e marechal Hermes da Fonseca, Leopoldo de Bulhões e seu grupo foram afastados do poder, centralizado na figura de Antônio Ramos Caiado, que se tornou presidente partidário do PD.  Ao lado de Gonzaga Jaime, Leopoldo refundou o Partido Republicano em 1913.Exerceu nesse período,  o mandato de senador pelo Estado de Alagoas em 1909 e de 1911 a 1918, após perder sua influência política em Goiás.
As rivalidades políticas de Bulhões com a eminência parda, o senador Pinheiro Machado, resultaram cada vez mais no afastamento da política de Goiás, ele acabou transferindo seu domicílio eleitoral para Alagoas. O Partido perdeu a disputa senatorial de 1917, quando Leopoldo fora “degolado” pela Comissão de Verificação de Poderes. Bulhões foi rapidamente transferido para um comissariado público e o Partido desfez-se em 1921.
Foi presidente da Câmara Municipal, sendo vereador por diversas vezes e prefeito de Petrópolis. Em seu breve mandato em 1917, regulamentou as escolas subvencionadas pela Prefeitura Municipal, determinando requisitos em relação ao tamanho e às instalações da escola e ao número de alunos.

## Morte
Faleceu em Petrópolis, no dia 15 de dezembro de 1928. Seu nome foi atribuído a um município de Goiás, Leopoldo de Bulhões. Encontra-se sepultado no Cemitério de São João Batista, zona sul da cidade do Rio de Janeiro.